# Сафронов, Виктор Петрович
Ви́ктор Петро́вич Сафро́нов (31 декабря 1916 года — после 1988 года, Ленинград) — советский историк, специалист по истории Октябрьской революции в Сибири. Доктор исторических наук, профессор. Первый выборный ректор КГПИ (1961—1967).

## Биография
Родился в 1916 году. Окончил исторический факультет Ленинградского педагогического института.
С 1936 года работал директором Нагорновской средней школы Ачинского района (Красноярский край).
В 1940—1950-е годы занимал должность заведующего кафедрой истории КПСС Красноярской совпартшколы.
С мая 1961 по 1967 год — ректор Красноярского государственного педагогического университета, стал первым выборным ректором университета.
С 1967 и до конца 1980-х годов заведовал кафедрами истории КПСС и преподавал историю КПСС в вузах Норильска, Ленинграда и Красноярска.
Автор монографии «Октябрь в Сибири. Большевики Сибири в борьбе за победу Великой Октябрьской социалистической революции (февраль 1917 — март 1918 г.)» (Красноярское книжное издательство, Красноярск, 1962).

## Награды
Награждён орденом Ленина.